# Romeyn de Hooghe

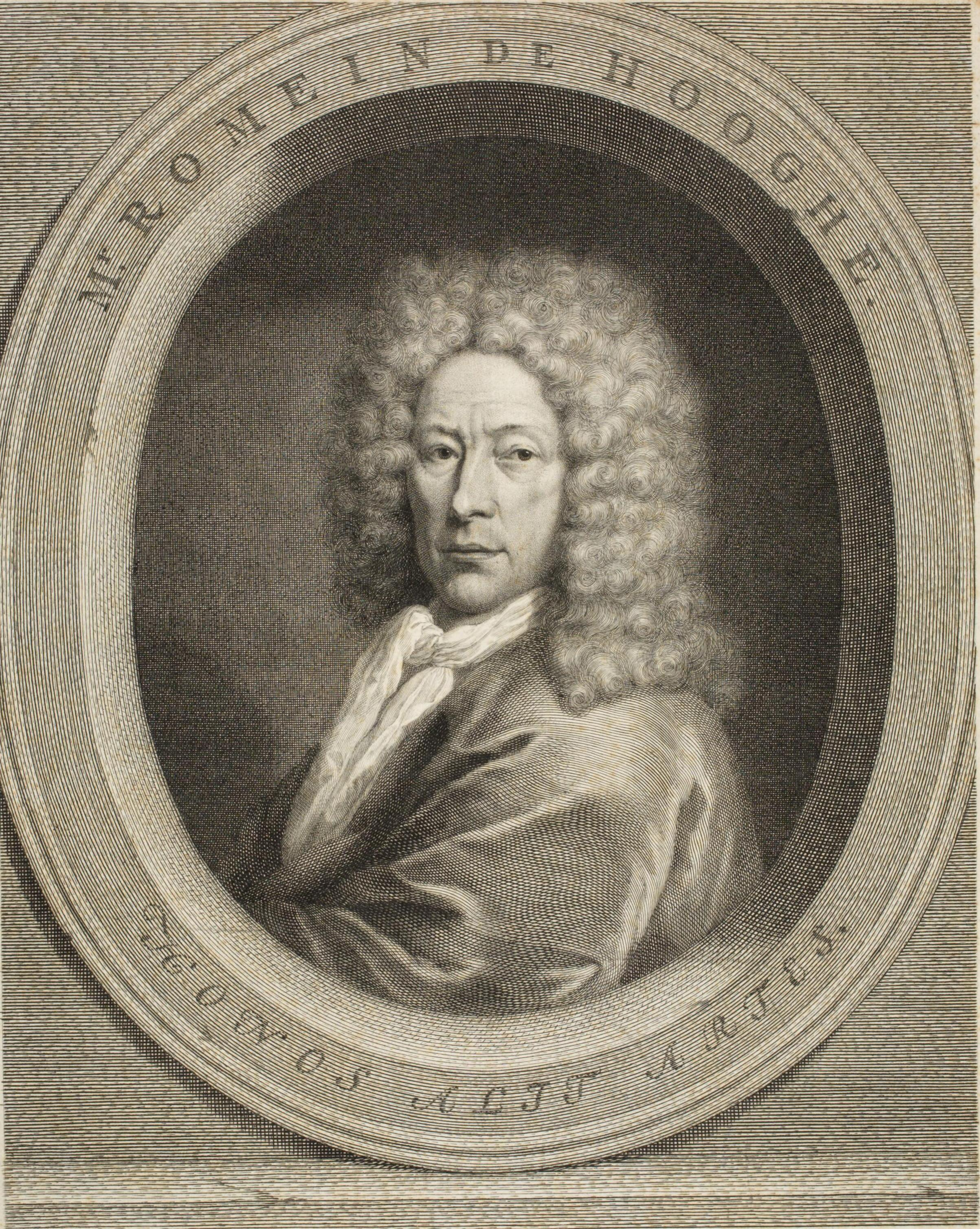
Romeyn de Hooghe door Jacob Houbraken (1733), naar Henricus Bos

Romeyn de Ho(o)g(h)e (Amsterdam, 10 september 1645 – Haarlem, 15 juni 1708) was een Noord-Nederlandse etser, tekenaar van 3.500 prenten, karikaturist (onder het pseudoniem Marlois), schilder, iconograaf, goudsmid, emailleur, boekillustrator, uitgever van kaarten, uitvinder van een manier om katoen te bedrukken, advocaat en schrijver van historisch-politiek werk. Hij maakte illustraties voor boeken over onder meer vechtsport, de bijbel, emblemata, reizen, ketterijen en tuinontwerpen. De Hooghe geldt bovendien als een propagandist voor de prins en diens anti-Franse politiek. Hij wordt meestal genoemd vanwege zijn spotprenten van Lodewijk XIV van Frankrijk en Jacobus II van Engeland. Romeijn/Romeyn, of Romanus de Hooghe had een atelier, waar hij 36 assistenten aan het werk hield.

## Levensloop
De familie De Hooghe was afkomstig uit Gent; de vader van Romeyn trouwde in Diemen. In 1673 trouwde Romeyn de Hooghe met Maria Lansman, de dochter van een predikant uit Edam. Hij woonde toen in de nieuwbouw aan de Reguliersgracht in een huurpand, waarschijnlijk tussen de Keizersgracht en de Amstelkerk. Hij heeft werk van Constantijn Huygens en Hugo de Groot geïllustreerd en het boek over scheepsbouw van Nicolaes Witsen. In 1675 had hij een kunsthandel in de Kalverstraat op de hoek met de Jonge Roelofsteeg. Adriaen Schoonebeek (1661-1705) werd zijn leerling. Van de inwijding van de Portugese Synagoge op 2 augustus 1675 maakte hij een aantal prenten; ook van het Pintohuis en het hof van Belmonte. Hij illustreerde in 1677 het reisverslag naar Moskou van Coenraad van Klenck. In hetzelfde jaar kocht hij een pand op het Nieuwe Waalseiland, nu Binnenkant 27, pal achter waar Michiel de Ruyter gewoond had. De Hooghe was mogelijk een leerling van Franciscus van den Enden en bevriend met Hans Bontemantel en Adriaen Koerbagh.

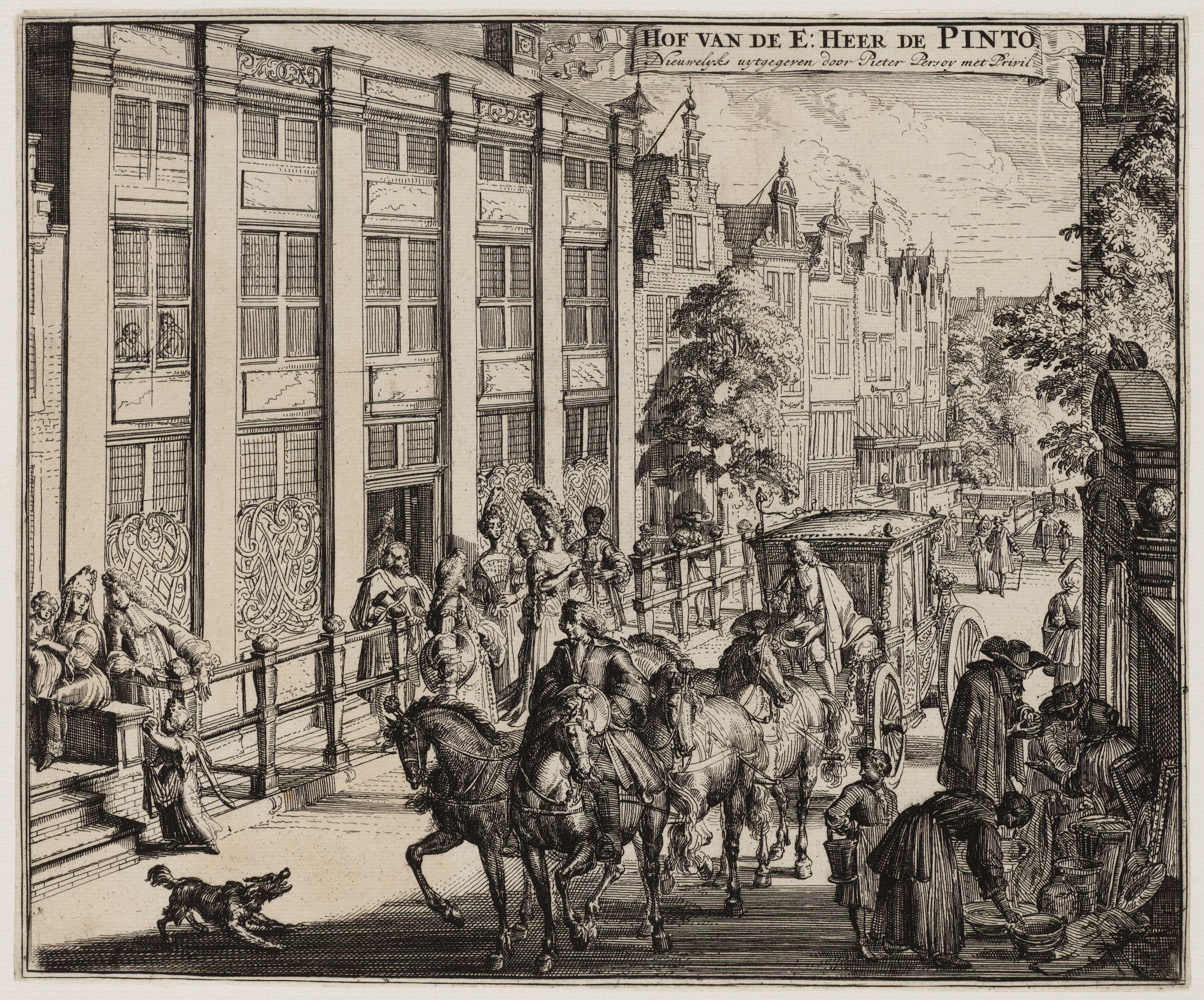
Het Huis de Pinto in de Sint Antoniesbreestraat

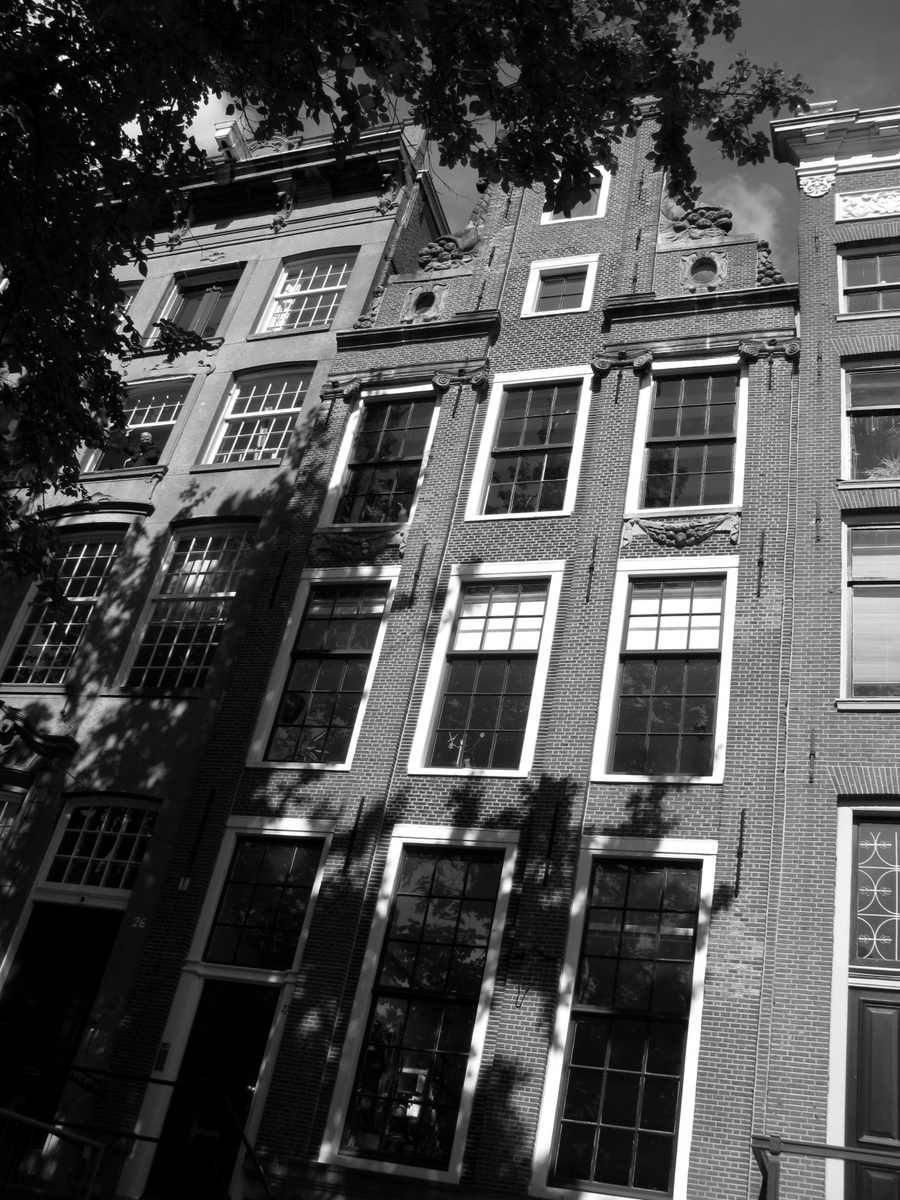
Binnenkant 27

In 1685 werd Romeyn de Hooghe bespot in een toneelstuk van Govert Bidloo. In 1689 werd de kunstenaar benoemd als commissaris van de mijnbouw in Lingen om voor de tuinen van het Het Loo, gekocht door stadhouder Willem III van Oranje, beeldhouwwerken te ontwerpen.
In 1690 kreeg De Hooghe een proces vanwege ergerlijk levensgedrag en aanstootgevende, erotische prenten in zijn Amsterdamse periode. Die prenten, die hij tien/vijftien jaar eerder aan de jeugd had verkocht, kwamen mogelijk uit de Decamerone. Als cartograaf was Romeyn in 1690 benaderd door de Fransen om de sluizen in de Maasdijk in Rotterdam en in de IJdijk bij Amsterdam door te steken. De Hooghe raakte daarnaast in de problemen omdat hij samen met Govert Bidloo een tiental schotschriften tegen de stad Amsterdam had gepubliceerd. (De Amsterdamse burgemeesters waren voor handel met Frankrijk en de stadhouder was fel tegen.) De Hooghe werd beschuldigd van godslastering, corruptie, sodomie en incest. Hij werd bedreigd met uitsluiting van het avondmaal en confiscatie van zijn goederen. De Hooghe werd ziek en eiste voor de Kerstdagen genoegdoening van de burgemeesters Hudde, Witsen en Huydecoper en hoofdofficier Jacob Boreel. Eric Walten, een Haagse pamflettist, was betrokken bij zijn verdediging. De Hooghe had zijn les geleerd en publiceerde na 1690 geen controversiële karikaturen of prenten meer. De burgemeesters hadden meer dan 12.000 gulden besteed om De Hooghe te kunnen veroordelen.
De Hooghe verhuisde naar Haarlem en begon een tekenschool aan de Nieuwe Gracht 13, die hij in 1690 had laten bouwen. Hij leerde kinderen patroontekenen en was daarmee zijn tijd ver vooruit. De Hooghe werd benoemd tot regent van een godshuis en mogelijk ook ouderling.
Bij het bezoek van stadhouder Willem III aan Den Haag, vanwege besprekingen met de anti-Franse liga, ontwierp De Hooghe in februari 1691 een groot aantal decoraties, gebruikmakend van ontwerpen van Steven Vennekool. Samen met de auteur Govert Bidloo publiceerde hij de Komste van Zyne Majesteit Willem III., koning van Groot Britanje, enz. in Holland. Bidloo schreef de teksten bij de blijde inkomst, De Hooghe etste een aantal grote prenten, onder meer van het vuurwerk op de Hofvijver.
Hij maakte tekeningen van kasteel Middachten, etsen van het landhuis Valkenburg, eigendom van Pieter de Graeff, en in 1694 van het Lustslot Salzdahlum.
Voor de burgemeesterskamer van het stadhuis in Enkhuizen maakte hij in 1707 een schoorsteenstuk en acht grisailles; voor het stadhuis in Alkmaar een aantal deuren. Voor de hortus botanicus in Haarlem ontwierp hij een aantal beelden, alleen dat van Laurens Janszoon Coster is bewaard gebleven. 
In zijn composities is De Hooghe expressief, fantastisch, wild en barok. Zijn werk wordt vergeleken met dat van de Dordtse schilder Aert de Gelder. De Hooghe bestreed in Merkbeelden botte denkbeelden en dwingelandij in Oosterse, Westerse en voor-christelijke religies.

## Werken

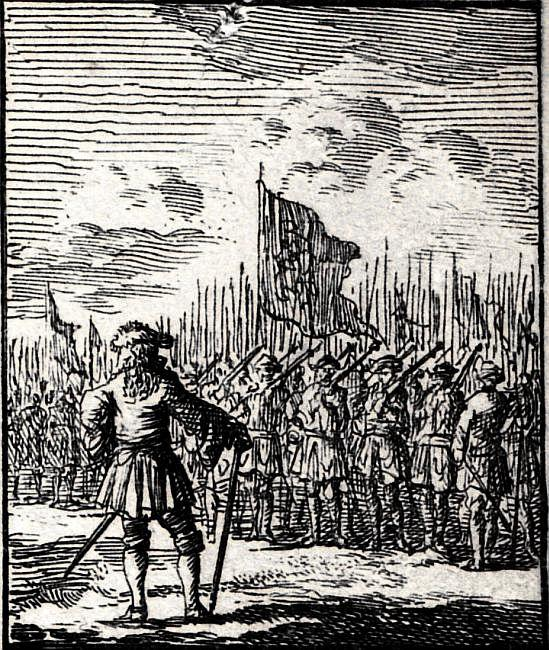
De schutterij van Den Haag, geschetst rond 1700 door Romeyn de Hooghe

- Spiegel der Fransse Tyranny, Gepleeght op de Hollandtsche Dorpen (1673)
- Schouburgh der Nederlantse Veranderinge (1674)
- Esopus in Europa Romeyn de Hooghe, Dirck Rembrantsz van Nierop (1702)
- De Bijbelsche Historien. In nauwkeurige Prent-Verbeelding uitgevoert door den HEER, en Mr. Romeyn de Hooge (1703), reprint in 1980
- Spiegel van Staat des Vereenigde Nederlands ... , uitgegeven in 1706.
- Indes Orientales et Occidentales (1710), facsimile in 1979
- Hieroglyphica of Merkbeelden der oude volkeren, .... (1735)